# Anna Kokoszka-Romer
Anna Kokoszka-Romer (ur. 17 października 1988 w Nowym Sączu) – polska dziennikarka, reżyserka i producentka filmów dokumentalnych, członkini Europejskiej Akademii Filmowej.

## Kariera
W 2019 roku była producentką oraz odpowiadała za współpracę scenariuszową filmu dokumentalnego Na Górze Tyrryry w reżyserii Renaty Kijowskiej, który otrzymał m.in. wyróżnienie na Festiwalu Form Dokumentalnych „Nurt” w Kielcach i nagrodę publiczności na Festiwalu Filmów Optymistycznych w Rzeszowie.
Jej pełnometrażowy debiut, wyreżyserowany i wyprodukowany wspólnie z Mateuszem Kudłą film dokumentalny Polański, Horowitz. Hometown, otworzył 61. Krakowski Festiwal Filmowy, gdzie został uhonorowany Nagrodą Publiczności oraz wyróżnieniem jury Konkursu Polskiego. W sierpniu 2021 roku obraz został zaprezentowany podczas BNP Paribas Dwa Brzegi – 15. Festiwalu Filmu i Sztuki w Kazimierzu Dolnym, gdzie otrzymał nagrodę publiczności. W 2022 roku Polska Akademia Filmowa nominowała Annę Kokoszkę-Romer i Mateusza Kudłę do Polskich Nagród Filmowych „Orły” w kategoriach Najlepszy Film Dokumentalny oraz Odkrycie Roku za film Polański, Horowitz. Hometown.

## Filmografia
- 2017–2021: Polański, Horowitz. Hometown – reżyseria, scenariusz, montaż, producent, dokumentacja, public relations
- 2019: Na Górze Tyrryry – producent, współpraca scenariuszowa

Źródło: Filmpolski.pl.

## Nagrody
- 2022: Nagroda Ponad Granicami im. Krzysztofa Kieślowskiego na The New York Polish Film Festival[2]
- 2022: Nominacja do nagrody im. Danuty Szaflarskiej[8]
- 2022: Nominacja do Polskiej Nagrody Filmowej w kategorii Najlepszy Film Dokumentalny za Polański, Horowitz. Hometown[2]
- 2022: Nominacja do Polskiej Nagrody Filmowej w kategorii Odkrycie Roku za Polański, Horowitz. Hometown[2]
- 2022: Nagroda „Portrety 2021” za Polański, Horowitz. Hometown[9]
- 2021: Nagroda publiczności przyznana przez widzów BNP Paribas Dwa Brzegi – 15. Festiwalu Filmu i Sztuki w Kazimierzu Dolnym / Janowcu nad Wisłą za Polański, Horowitz. Hometown[2]
- 2021: Nagroda publiczności przyznana przez Magazyn Filmowy SFP podczas Krakowskiego Festiwalu Filmowego za Polański, Horowitz. Hometown[2]
- 2020: Nagroda Publiczności na koszalińskim Europejskim Festiwalu Filmowym „Integracja Ty i Ja” za Na Górze Tyrryry[2]
- 2020: Grand Prix i nagroda za najlepszy profesjonalny film dokumentalny na Festiwalu Filmów Optymistycznych w Rzeszowie za Na Górze Tyrryry[2]
- 2020: wyróżnienie na Festiwalu Form Dokumentalnych „Nurt” w Kielcach za Na Górze Tyrryry[2]